# Georges Toupin
Pour les articles homonymes, voir Toupin.
Georges Toupin est un acteur québécois.

## Filmographie
- 1949 : Un homme et son péché : Le Député
- 1955 : L'Avocat de la défense
- 1957 : Le Survenant (série télévisée) : Gros-Gras Provençal
- 1957 : Au chenal du moine (série télévisée) : Pierre-Côme Provençal
- 1958 : Now That April's Here : Father MacDowell (segment "A Sick Call")
- 1960 : Nomades
- 1961 : William Lyon Mackenzie: A Friend to His Country